# Aleksandryjsko-Maryjski Instytut Wychowania Panien

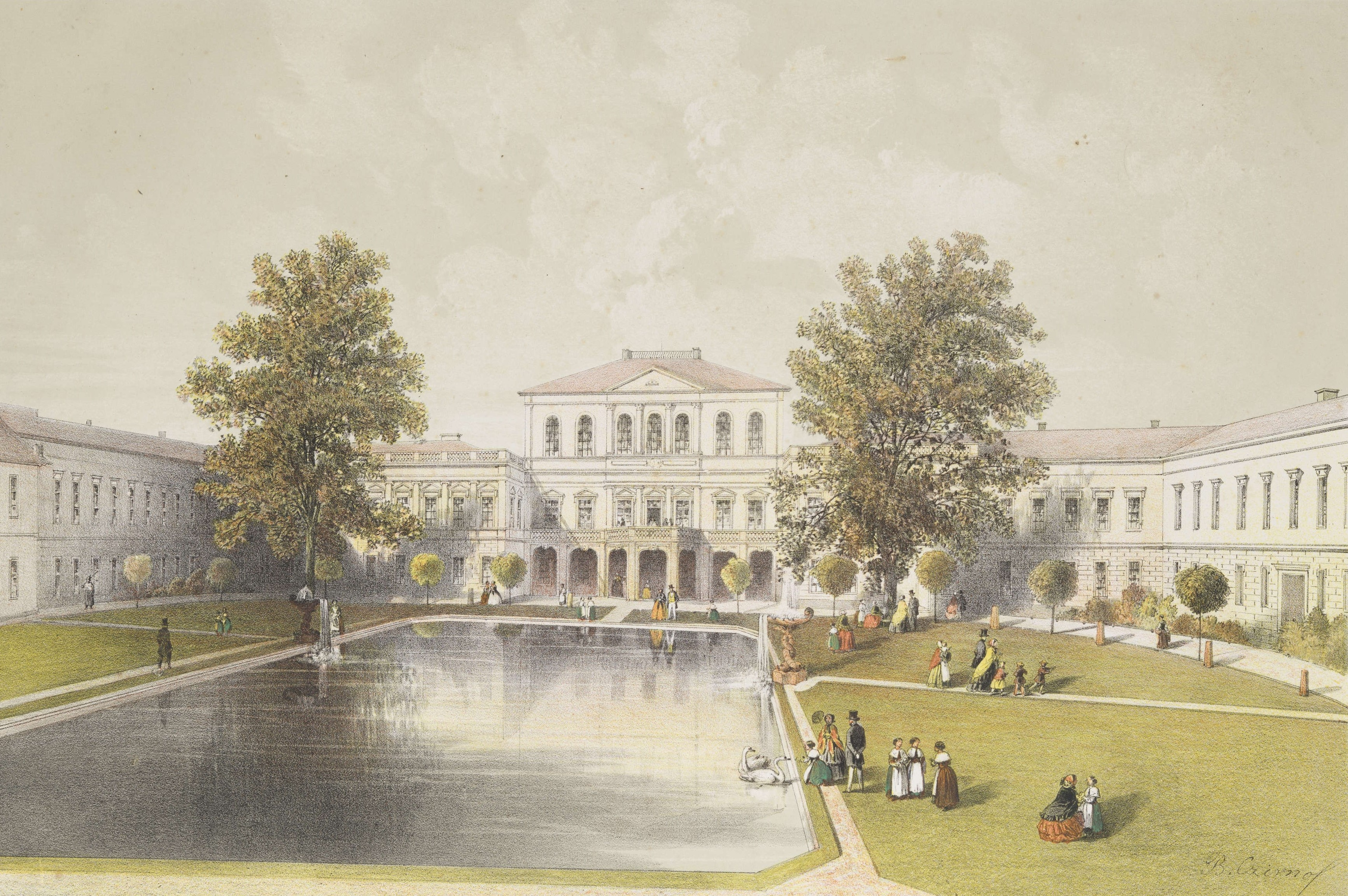
Pałac Czartoryskich w Puławach, siedziba szkoły w latach 1842−1862

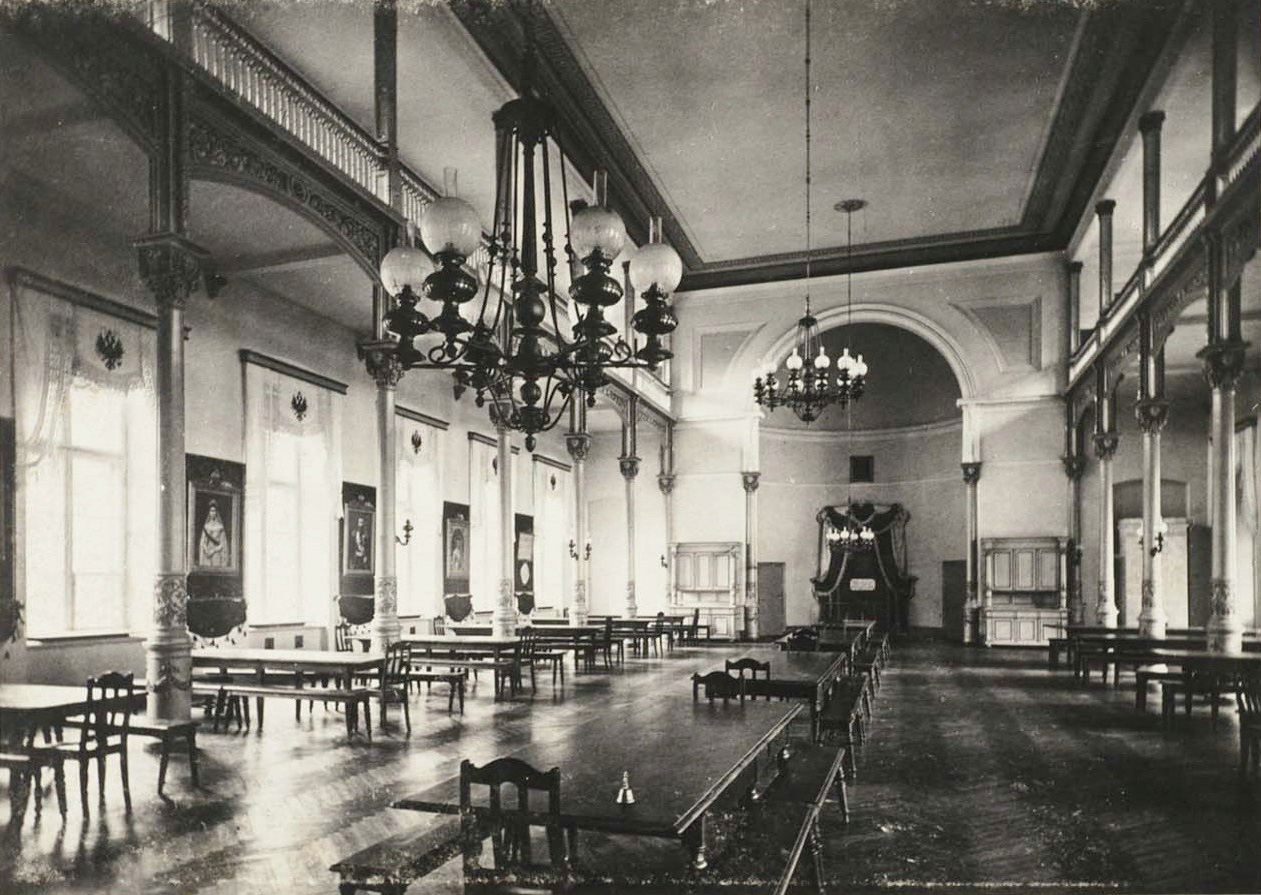
Jadalnia w budynku głównym instytutu w Warszawie, późniejsza sala posiedzeń Sejmu

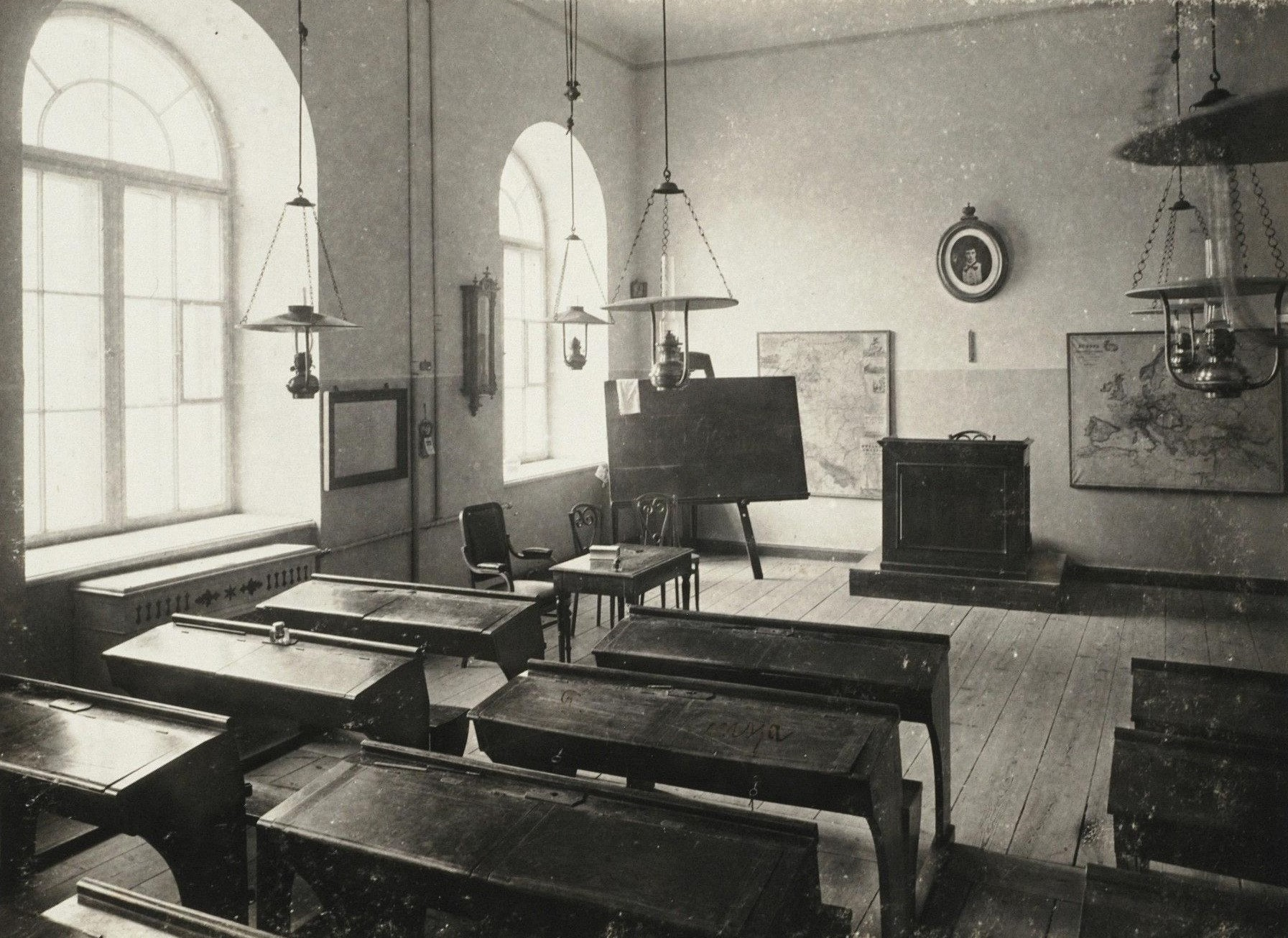
Jedna z sal lekcyjnych

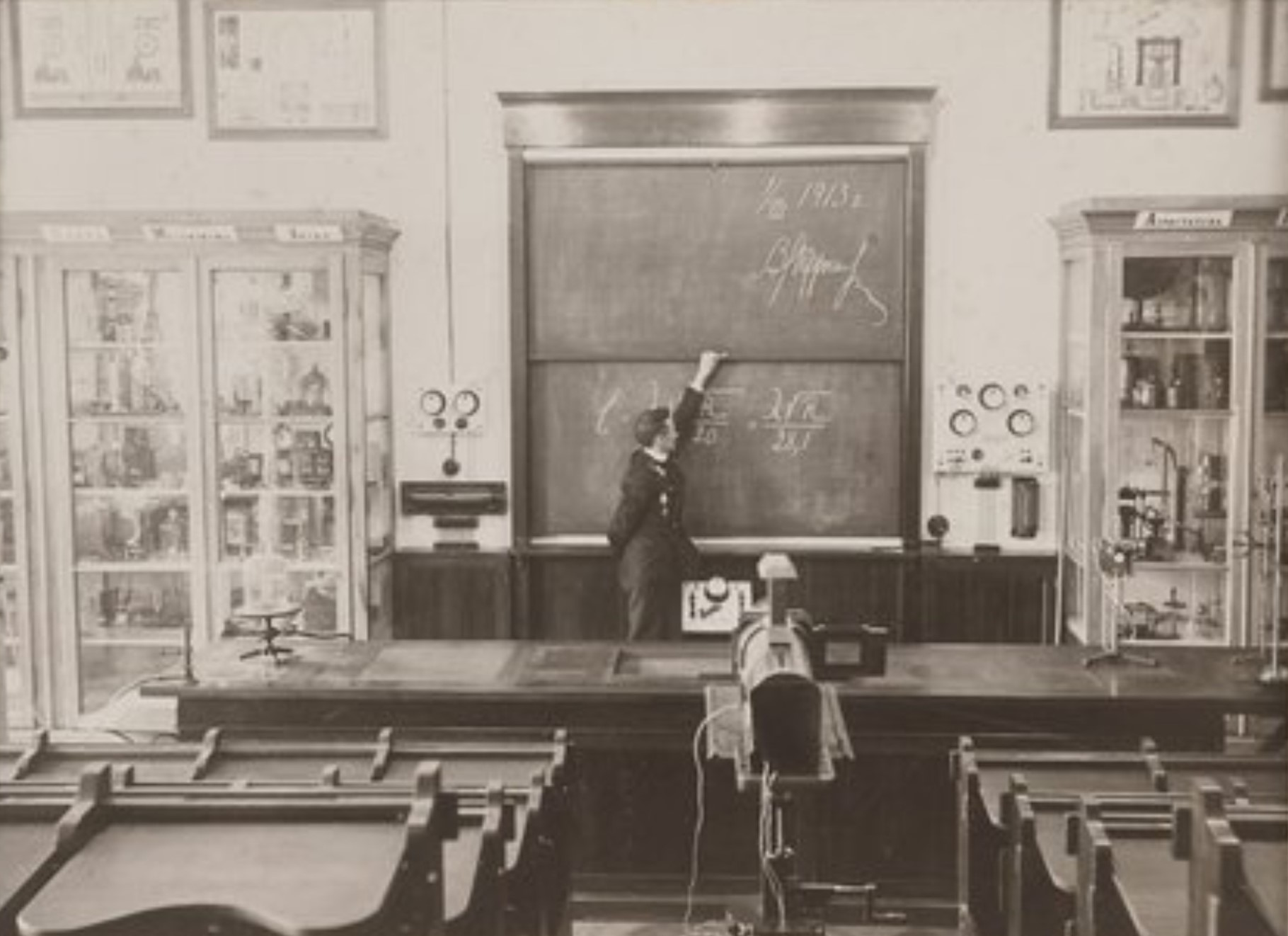
Pracownia nauk ścisłych

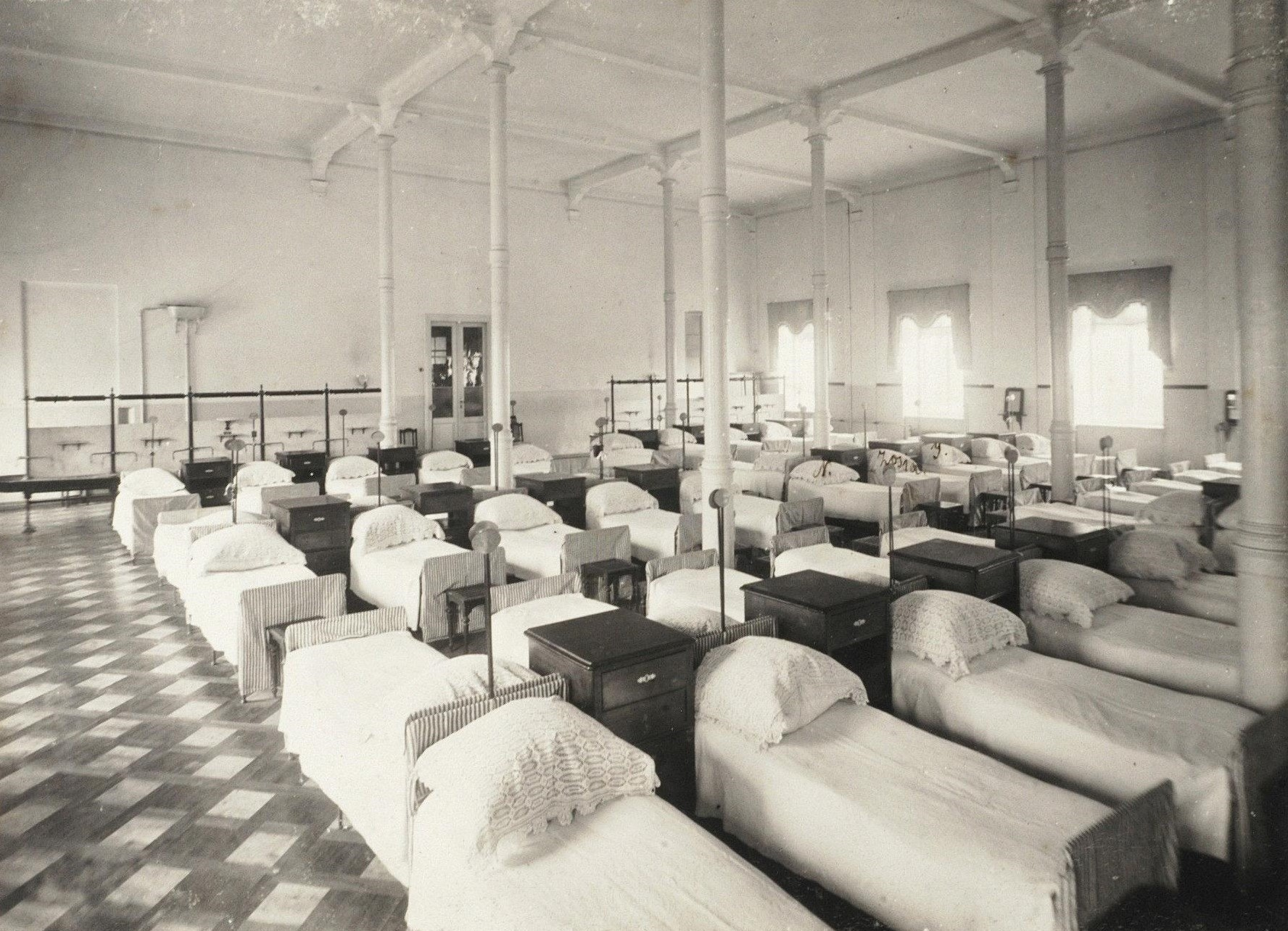
Sypialnia uczennic

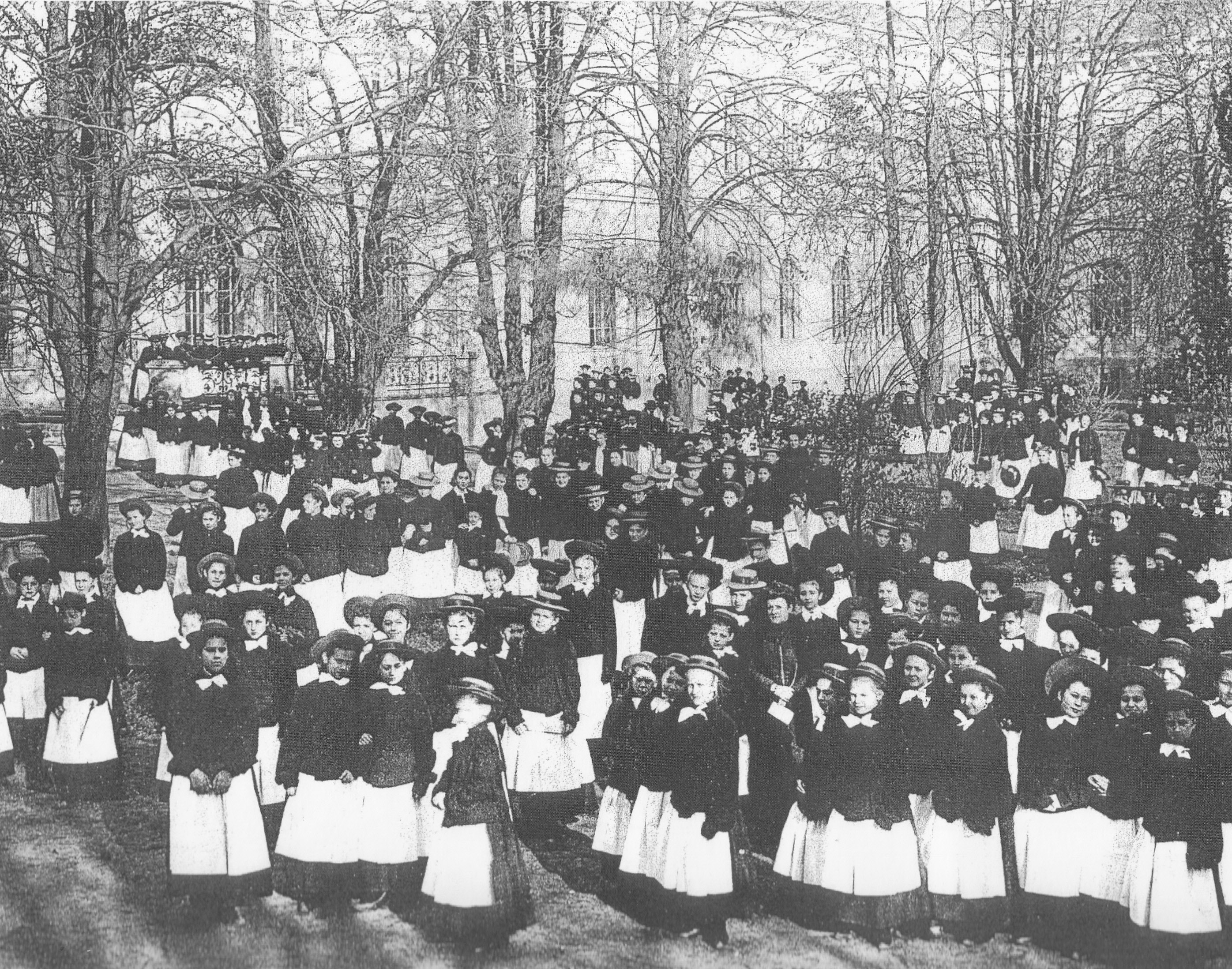
Uczennice pod budynkiem szkoły

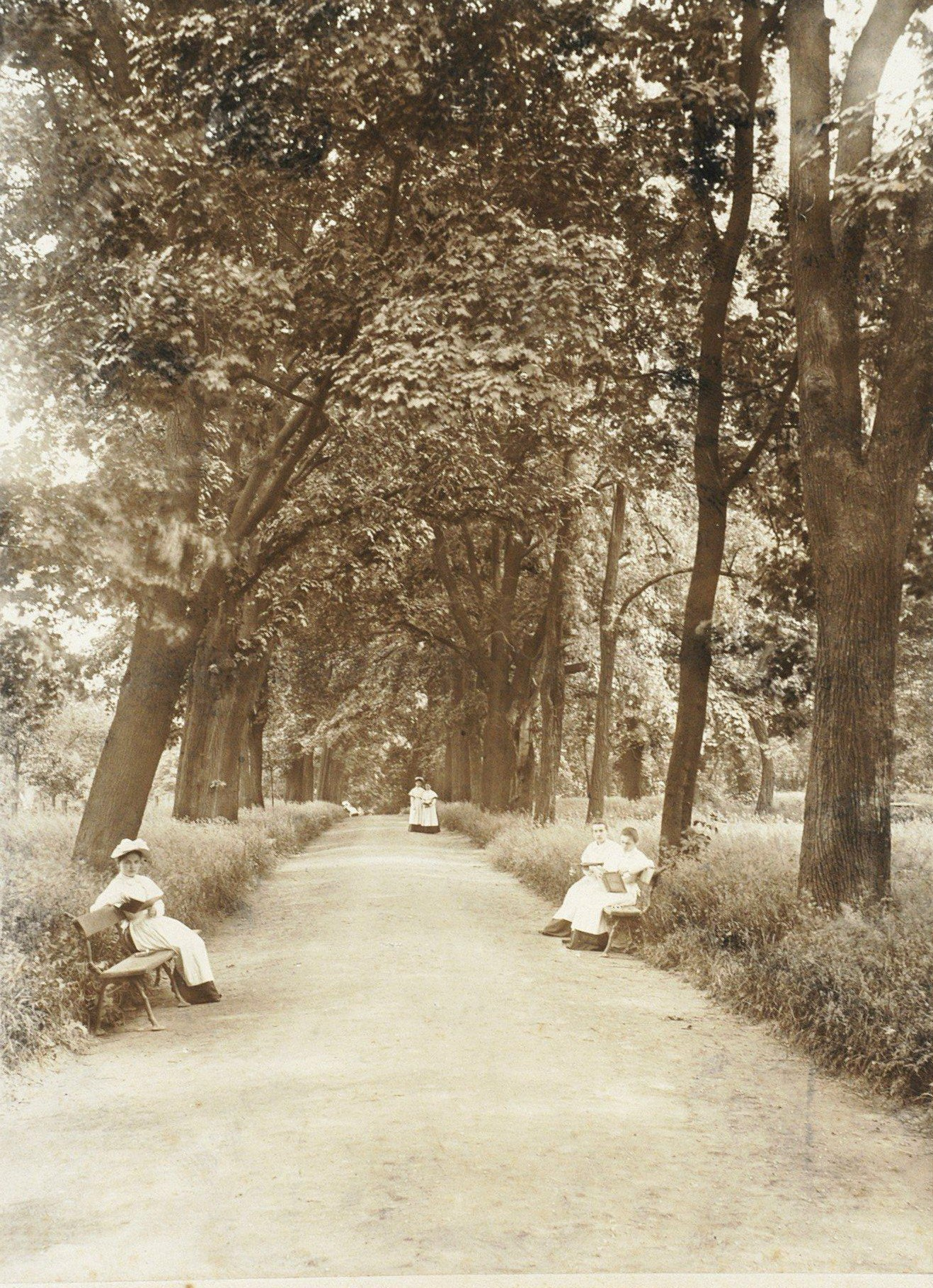
Aleja w ogrodzie szkolnym

Aleksandryjsko-Maryjski Instytut Wychowania Panien, Instytut Aleksandryjsko-Maryjski Wychowania Panien, także Instytut Szlachetnie Urodzonych Panien (ros. Александринско-Мариинский институт благородных девиц) – żeńska państwowa szkoła średnia działająca pod różnymi nazwami od 1825 do 1915 w Królestwie Polskim. Instytut był najstarszą państwową szkołą dla dziewcząt na ziemiach polskich.

## Opis
Początki instytutu przypadają na maj 1825, gdy w Warszawie otwarto utworzony przez Rządową Komisję Wyznań Religijnych i Oświecenia Publicznego Instytut Guwernantek (spotyka się też nazwę Szkoła Guwernantek), prowadzący roczne kursy. W listopadzie następnego roku zmienił on nazwę na Instytut Rządowy Wychowania Płci Żeńskiej (według innego źródła Instytut Rządowy Wychowania Panien), z czym wiązało się też wydłużenie nauki do 3 lat.
Powstanie szkoły wiązało się z brakami kadrowymi w świeckim szkolnictwie żeńskim, dość silnie już wówczas rozwiniętym. Nowa placówka miała kształcić młode kobiety chcące uczyć na pensjach lub w szkołach. Kandydatka do instytutu musiała być absolwentką trzyletniej szkoły lub pensji i mieć ukończone 14 lat. Kształcenie obejmowało naukę języków i literatury: polskiej, francuskiej oraz niemieckiej, muzyki i śpiewu, rysunku, pedagogiki dziecięcej, nauk przyrodniczych, arytmetyki, geografii, historii Polski oraz ogólnej, ponadto religii, moralności, zasad prowadzenia gospodarstwa domowego i naukę umiejętności kobiecych. Wśród wykładowców byli m.in. uczący zasad pedagogiki Tomasz Dziekoński, przekazujący wiedzę przyrodniczą Antoni Waga oraz wykładająca zasady obyczajowości Klementyna Tańska. Program kształcenia przewidziany był na 2 lata, a po nich kursantki odbywały obowiązkową roczną praktykę, pracując na istniejącej od 1799 pensji Zuzanny Wilczyńskiej przy ul. Miodowej, mającej wówczas opinię czołowego ośrodka tego typu. W 1828 instytut połączono z pensją, również lokalowo, a Wilczyńska objęła kierownictwo całości ulokowanej odtąd przy ul. Miodowej. W latach 1825–1830 pełny kurs nauczycielski ukończyło 29 dziewcząt, zaś kolejne 15 przeszło kurs dokształcający. W 1830 w szkole zatrudniano 17 nauczycieli, a uczyło się w niej 60 uczennic.
Od 1833 instytut zaczęto poddawać rusyfikacji. W tym roku wprowadzono nauczanie języka rosyjskiego, a także wykładanych w tym języku geografii i historii Rosji. W 1838 nazwę szkoły zmieniono na Aleksandryjski Instytut Wychowania Panien i oficjalnie objęto opieką cesarzowej Rosji. 
W 1840 zaszły kolejne zmiany: naukę wydłużono do sześciu lat, do wcześniejszego programu z lat 20. wprowadzono lekcje tańca i kaligrafii, zredukowano jednak zakres nauk ścisłych i przyrodniczych. Jednocześnie zmieniono docelowy profil kształcenia − o ile wcześniej szkoła była przeznaczona dla przyszłych nauczycielek, zwykle z niezamożnych domów, to obecnie główną grupą uczennic miały być uczone za darmo córki urzędników państwowych i wojskowych, a tylko część absolwentek uzyskiwała wykształcenie nauczycielskie. Zmieniała się struktura etniczna społeczności szkolnej − o ile ok. 1842 na 300 uczennic 50 było Rosjankami, to  w ostatnich dziesięcioleciach funkcjonowania instytutu większość uczennic stanowiły córki rosyjskich oficerów i urzędników. W 1842 instytut przeniesiono z dotychczasowej siedziby w pałacu Borchów przy ul. Miodowej do skonfiskowanego Czartoryskim pałacu w Puławach.
Obniżenie poziomu nauczania nauk ścisłych, przyrodniczych i języka oraz literatury polskiej, rugujące znajomość historii i geografii Polski, a także rusyfikacja pozostałych przedmiotów poskutkowały spadkiem prestiżu szkoły wśród Polaków, do czego przyczyniło się też mianowanie w 1839 kierowniczką placówki Zenajdy Grooten, mającej złą opinię moralną i uważaną za dawną kochankę Mikołaja I. Pogorszenie wizerunku wywołała również wizyta Aleksandra II bez towarzystwa żony Marii Aleksandrowny w nowej siedzibie szkoły w Puławach; car uczestniczył w tańcach z uczennicami, co wywołało zgorszenie opinii publicznej.
W 1862 decyzją władz instytut przeniesiono z Puław z powrotem do Warszawy i połączono z Instytutem Maryjskim (według innego źródła − Pensją Mariańską), istniejącą w Warszawie od 1857 elitarną i bardzo drogą rządową szkołą żeńską dla dziewcząt z wyższych sfer. Efektem była m.in. zmiana nazwy placówki na Instytut Aleksandryjsko-Maryjski.
Szkoła, podlegająca Komisji Rządowej Wyznań Religijnych i Oświecenia Publicznego, wprowadziła się do budynku przy ul. Wiejskiej, zajmowanego wcześniej przez zlikwidowany w 1862, w związku z reformą systemu edukacji w Królestwie Polskim, Instytut Szlachecki. Jednopiętrowy budynek zaplanowany na rzucie litery „T” został wzniesiony w latach 1851−1853 w stylu klasycystycznym według projektu Antoniego Sulimowskiego i Bolesława Podczaszyńskiego. Cechą charakterystyczną jego korpusu głównego był dwugłowy orzeł w koronie ustawiony na płaskim tympanonie. W budynku mieściły się m.in. klasy szkolne, sale rekreacyjne, salę gimnastyczną, małe muzeum, małe obserwatorium astronomiczne i dwie kaplice, prawosławna i katolicka. Jedno skrzydło budynku zajmowała reprezentacyjna, dwukondygnacyjna sala o podwójnej funkcji: jadalni oraz miejsca uroczystości szkolnych; jej wnętrze obiegały galerie dla gości wsparte na 18 ozdobnych żeliwnych kolumnach. Budynek miał kilka oficyn mieszczących część klas szkolnych oraz internat. Przy budynku znajdował się ogród.
Objęcie w 1838 instytutu opieką cesarzowej Rosji prowadziło do podporządkowania organizacji życia szkolnego centralnym, ogólnorosyjskim regulaminom obowiązującym wszystkie żeńskie instytuty w państwie, a ustanawianym przez specjalnie powołany urząd zarządzający tymi placówkami edukacyjnymi, który przedkładał regulaminy do zatwierdzenia cesarzowej. W detalach regulowały one liczne aspekty życia dziewcząt, m.in. strój kursantek i sposób jego noszenia. Wszystkie kobiece instytuty miały jednolity krój odzieży, jednak każda placówka miała własne kolory ubrań, czasami też instytuty różnił rodzaj używanych tkanin i dodatków. Ponadto zasady przewidywały inne barwy dla młodszych kursantek danej szkoły, a inne dla starszych, strój świąteczny w niektórych instytutach różnił się trochę od codziennego. Według wytycznych z 1904 uczennice warszawskiego instytutu powinny nosić białe fartuchy i peleryny jednolitego fasonu, sukienki najstarszego rocznika miały mieć kolor ciemnobordowy, a młodszych klas – jasnobordowy. Spódnice miały być proste, z fałdami z tyłu przy pasie, góra sukni powinna mieć krótkie rękawy oraz wycięty stanik. Nie określono rodzajów materiału ani stroju świątecznego.
Od 1865 szkoła zaczęła zmieniać swój charakter z powodu antypolskiej polityki władz rosyjskich. W 1867 ukazem Aleksandra II została wyłączona spod nadzoru Okręgu Naukowego Warszawskiego i podporządkowana IV Oddziałowi Kancelarii Własnej Imperatora.
Aleksandryjsko-Maryjski Instytut Wychowania Panien był najbardziej prestiżową rosyjską placówką wychowawczą w Królestwie Polskim. Działał w Warszawie do 1915, cały czas w tej samej siedzibie przy ul. Wiejskiej 8. W szkole uczyli m.in. Narcyza Żmichowska, Aleksandra Jentysówna i Adam Münchheimer.
W 1915 roku instytut został ewakuowany w głąb Rosji. Opuszczony przez szkołę kompleks budynków przy ul. Wiejskiej był podczas I wojny światowej wykorzystywany przez niemiecki zakaźny szpital wojskowy. W 1918 podjęto decyzję o jego adaptacji na potrzeby Sejmu Rzeczypospolitej Polskiej. Był to jeden z nielicznych warszawskich obiektów, w którym znajdowały się odpowiedniej wielkości sala obrad oraz wiele mniejszych pomieszczeń potrzebnych na posiedzenia komisji sejmowych i klubów parlamentarnych. Przebudową kierowali architekci Kazimierz Tołłoczko, Romuald Miller i Tadeusz Szanior. W dawnej jadalni (pełniącej również funkcję szkolnej auli) urządzono salę posiedzeń Sejmu. Ponieważ parlament miał być dwuizbowy, w 1922 na potrzeby Senatu zaadaptowano dawny budynek infirmerii instytutu (obecnie budynek G – stary Budynek Komisji Sejmowych).
W trakcie II wojny światowej większość budynków sejmowych została zniszczona, w tym budynek główny dawnej szkoły.
Instytut uznawany jest za najstarszą państwową szkołę żeńską na ziemiach polskich.